# هادي الخضري
هادي عبد علي موسى الخضري (1891 - 1957) شاعر عراقي. ولد في النجف. قرأ مبادئ العلوم، ثمّ حصل مراحل جيّدة في دارسته، ثم انصرف لقرض الشعر في المناسبات، وكان ذا خطّ جميل، استخدمه لنسح الكتب بالأجرة. شعره جيّد تغلب عليه روح النكتة، لم يعن بجمعه، وهو متفرّق عند المهتمين من أصحابه. توفي في النجف.

## سيرته
هو هادي بن عبد علي بن موسى بن عيسى بن حسين بن خضر. ولد في مدينة النجف سنة 1891 م/ 1309 هـ ونشأ فيها نشأة مضطربة لكنّه قرأ مبادئ العلوم على بعض معلمي عصره. كان وراقًا، يتكسب بنسخ الكتب، ويكتب الصكوك والعهود والأوراق الشرعية، كما كان ينظم الشعر في المناسبات. شعره جيّد تغلب عليه روح النكتة، لم يعن بجمعه، وهو متفرّق عند المهتمين من أصحابه. له نماذج قليلة وردت ضمن كتابي: شعراء الغري وماضي النجف وحاضرها.
توفي في النجف سنة 1957 م/ 1377 هـ.

## شعره
ذكره عبد العزيز البابطين في معجمه وقال "المتاح من شعره قليل، ارتبط شعره بالمناسبات فكان ينظم الشعر لأدنى مناسبة، في مجال التهنئة والتعزية وغيرهما من المناسبات، وكان حاضر البديهة يرتجل في لحظته، ويضمنه الطرائف والنكات، قال عنه جعفر آل محبوبة: ترى الجد منه مشوبًا بالهزل والشدة باللين، لم يصن شعره وربما باعه في غير سوقه."